# Zeta1 Aquarii
Zeta1 Aquarii é a Designação de Bayer de um sistema de três estrelas; a estrela central do asterismo conhecido como: "jarra de água" localizada na constelação de Aquarius, com uma magnitude aparente combinada de +3,65. Ela está a aproximadamente 92 anos-luz da Terra.